# Supermodels
Supermodels è una serie televisiva a disegni animati spagnola prodotta da BRB Internacional e Antena 3 televisiόn nel 1998. La serie è stata trasmessa in Italia dal 4 settembre 2000 su Italia 1, durante le tarde mattinate del fine settimana.

## Episodi
1. The Climb to the Top part 1
2. The Climb to the Top part 2
3. Julian
4. Mother
5. Model Family
6. A Haunting Reality
7. Night of the Living Mannquins
8. Fame and Fortune
9. Stranger than Fiction
10. Of Runways and Runways
11. Boundaries
12. The Supermodels' super Chistmas part 1
13. The Supermodels' super Chistmas part 2
14. Lady Liberty
15. Goddess
16. A Model Thief
17. Breaking The Ice
18. Tusk
19. Supermodels
20. The Phantom Admirer
21. Super Amazons
22. Smoke And Mirrors
23. Racing Fever
24. Mind Over Models
25. The Supermodels Cafe
26. Fashion Impossible

## Doppiaggio
Il doppiaggio italiano della serie è stato eseguito presso lo studio Merak Film di Milano, sotto la direzione di Federico Danti.
| Personaggi | Voce italiana      |
| ---------- | ------------------ |
| Bettina    | Debora Magnaghi    |
| Nikky      | Marcella Silvestri |
| Yasmeen    | Sonia Mazza        |
| Kim        | Cinzia Massironi   |
| Anna Vamp  | Marina Thovez      |